# Кенні Атіу
Кенні Атіу (англ. Kenny Athiu, нар. 5 серпня 1992) — південносуданський футболіст, нападник клубу «Мельбурн Вікторі». Виступав, зокрема, за клуби «Сауз Спрінгвейл» та «Мельбурн Вікторі», а також національну збірну Південного Судану.

## Особисте життя
Народився в Судані, проте разом з родиною втік від Другої громадянської війни спочатку до Кенії (на той час йому виповнилося 4 роки), а згодом — до Австралії (в 11-річному віці). Спочатку родина оселилася в Кейсборо, потім переїхала до Нобл-Парк, а згодом — у Нейрр-Воррен.
У Кенні семеро братів і сестер, зараз він проживає в Коллінгвуді з партнером по клубу Томасом Денгом, обидві родини знають один одного ще з дитинства.

## Клубна кар'єра

### Ранні роки
Народився 5 серпня 1992 року. У 2006 році 14-річний Кенні приєднався до молодіжної команди «Сауз Спрінгвейл», а через три роки був переведений до першої команди. Потім підписав короткостроковий контракт з іншим клубом Спрінгвейла, «Вайт Іглз», де швидко став основним гравцем команди. Завдяки вдалій грі отримав пропозицію від іменитішого «Бокс Гілл Юнайтед» з Національної Прем'єр-ліги штату Вікторія. У футболці «Бокс» також виступав вдало, завдяки чому наступного року прийняв запрошення «Гайдельберг Юнайтед» з Національної Прем'єр-ліги штату Вікторія.

### «Мельбурн Вікторі»
Побував на перегляді в «Перт Глорі», у жовтні 2017 року відправився в оренду до завершення сезону в «Мельбурн Вікторі». Головний тренер «Вікторі» Кевін Мускат спочатку заявив, що Кенні потрібен певний час для того, щоб потрапити в першу команду, при цьому йому необхідно повноцінно одужати відтравми та підтягнути фізичні кондиції. Незважаючи на це, через величезні проблеми в атаці «Мельбурна», 6 листопада дебютував за «Вікторі» в поєдинку проти «Вестерн Сідней Вондерерз», вийшовши на поле з лави запасних. 18 червня 2018 року підписав новий 2-річний контракт з «Мельбурн Вікторі». 

## Виступи за збірну
На міжнародному рівні мав право представляти Південний Судан (країна свого народження) або Австралію (країна проживання). Атіу отримав виклик від Південного Судану на поєдинки кваліфікації чемпіонату світу 2022 року. У футболці національної збірної дебютував 4 вересня 2019 року в першому поєдинку першого раунду кваліфікації чемпіонату світу 2022 року проти Екваторіальної Гвінеї. Девід Маджак Чан замінив Кенні на 54-й хвилині й допоміг вирвати південносуданським футболістам нічию (1:1).

## Статистика виступів

### Клубна
Станом на 3 лютого 2020
| Клуб               | Сезон             | Ліга              | Ліга  | Ліга | Кубок A | Кубок A | Континентальний B | Континентальний B | Інші C | Інші C | Загалом | Загалом |
| Клуб               | Сезон             | Дивізіон          | Матчі | Голи | Матчі   | Голи    | Матчі             | Голи              | Матчі  | Голи   | Матчі   | Голи    |
| ------------------ | ----------------- | ----------------- | ----- | ---- | ------- | ------- | ----------------- | ----------------- | ------ | ------ | ------- | ------- |
| «Мельбурн Вікторі» | 2017–18           | A-Ліга            | 4     | 1    | 2       | 2       | 5                 | 1                 | 2      | 0      | 13      | 4       |
| «Мельбурн Вікторі» | 2018–19           | A-Ліга            | 14    | 0    | 1       | 0       | 5                 | 0                 | 2      | 0      | 22      | 0       |
| «Мельбурн Вікторі» | 2019–20           | A-Ліга            | 11    | 0    | 0       | 0       | 1                 | 0                 | 0      | 0      | 12      | 0       |
| Усього за кар'єру  | Усього за кар'єру | Усього за кар'єру | 29    | 1    | 3       | 2       | 11                | 1                 | 4      | 0      | 47      | 4       |

A. ↑  Включаючи матчі в Кубку ФФА.
B. ↑  Включаючи матчі в Ліги чемпіонів АФК.
C. ↑  Включаючи матчі в фінальній частині A-Ліги.

## Досягнення

### Клубні
«Гайдельберг Юнайтед»
- Національна Прем'єр-ліга
  -  Чемпіон (1): 2017

- Чемпіоншип Національної Прем'єр-ліги штату Вікторія
  -  Чемпіон (1): 2017

- Докерті Кап
  -  Володар (1): 2017

«Мельбурн Вікторі»
- Чемпіоншип А-Ліги
  -  Чемпіон (1): 2017/18

### Індивідуальні
- Золота бутса Національної Прем'єр-ліги штату Вікторія (1): 2017